# Типография

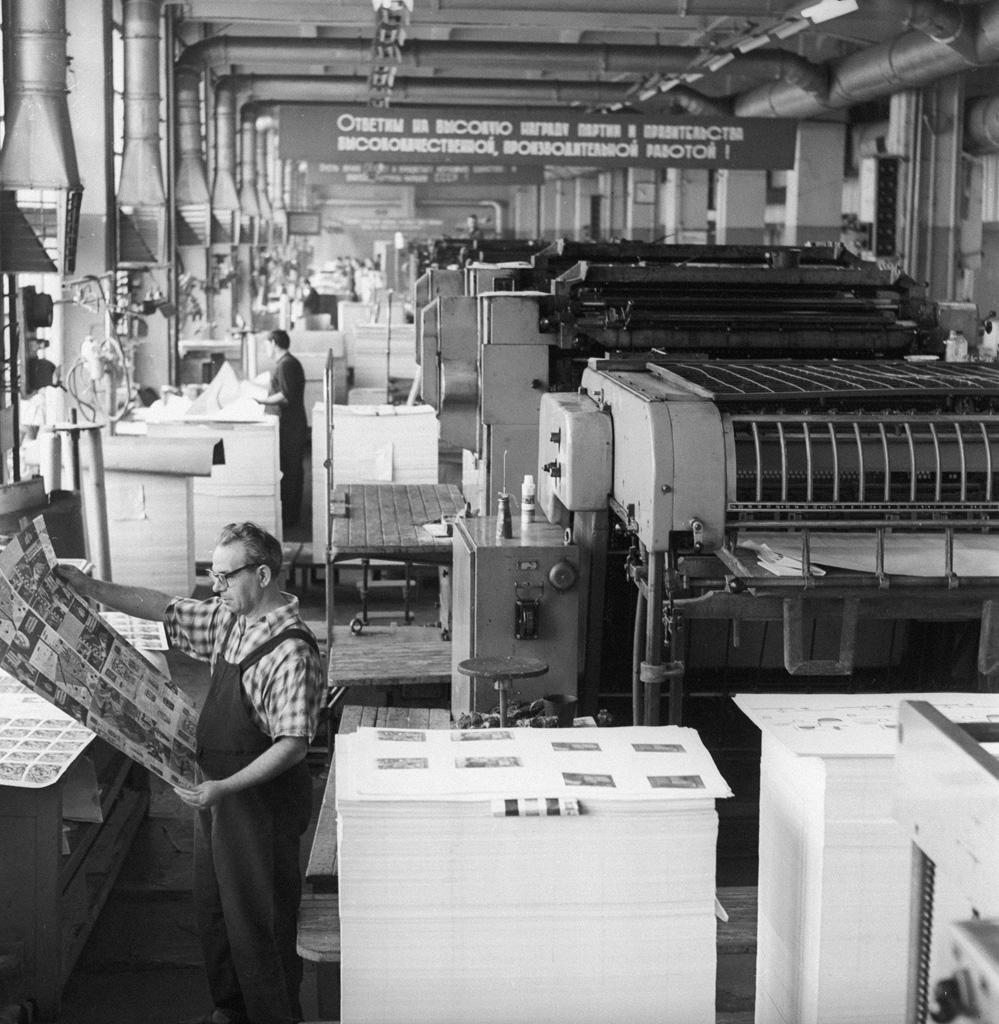
В московской типографии имени А. А. Жданова. 1969 год

Типогра́фия (др.-греч. τύπος — оттиск и γραφή — писание) — полиграфическое производственное предприятие, на котором в общем случае осуществляется допечатная подготовка (изготовление печатных форм, клише, штампов для высечки, фотоформ), нанесение изображения на носитель (бумага, пластик, металл) — печатание тиража, а также послепечатная обработка печатной продукции (брошюровка, переплёт, ламинация, тиснение, конгрев, высечка, склейка и тому подобное).
Типографии могут быть универсальными или специализироваться на отдельных способах печати и видах печатной продукции. Весь цикл полиграфических работ типографий обычно делится на три этапа:
- допечатная подготовка (препресс);
- печать (пресс);
- послепечатная обработка (постпресс).